# Dendrocalamus buar
Dendrocalamus buar är en gräsart som beskrevs av Elizabeth A. Widjaja. Dendrocalamus buar ingår i släktet Dendrocalamus och familjen gräs.
Artens utbredningsområde är Sumatera. Inga underarter finns listade i Catalogue of Life.